# Ellettsville (Indiana)
Ellettsville es un pueblo ubicado en el condado de Monroe en el estado estadounidense de Indiana. En el Censo de 2010 tenía una población de 6378 habitantes y una densidad poblacional de 580,79 personas por km².

## Geografía
Ellettsville se encuentra ubicado en las coordenadas 39°13′49″N 86°37′18″O / 39.23028, -86.62167. Según la Oficina del Censo de los Estados Unidos, Ellettsville tiene una superficie total de 10.98 km², de la cual 10.98 km² corresponden a tierra firme y (0%) 0 km² es agua.

## Demografía
Según el censo de 2010, había 6378 personas residiendo en Ellettsville. La densidad de población era de 580,79 hab./km². De los 6378 habitantes, Ellettsville estaba compuesto por el 95.55% blancos, el 0.99% eran afroamericanos, el 0.22% eran amerindios, el 0.64% eran asiáticos, el 0% eran isleños del Pacífico, el 0.69% eran de otras razas y el 1.91% pertenecían a dos o más razas. Del total de la población el 1.61% eran hispanos o latinos de cualquier raza.